# Eriocaulon rosenii
Eriocaulon rosenii är en gräsväxtart som först beskrevs av Ferdinand Albin Pax, och fick sitt nu gällande namn av Kaare Arnstein Lye. Eriocaulon rosenii ingår i släktet Eriocaulon och familjen Eriocaulaceae. Inga underarter finns listade i Catalogue of Life.